# 比べて愉しい 国語辞書 ディープな読み方
『比べて愉しい 国語辞書 ディープな読み方』（くらべてたのしい こくごじしょ でぃーぷなよみかた）は、辞書蒐集家のながさわが2021年（令和3年）に著した雑学書である。
オプテージが運営していたウェブ・メディア『Zing!』に、2017年（平成29年）9月27日から2020年（令和2年）3月12日にかけて掲載された13扁のコラムを改稿、加筆し書籍化された。

## 書誌情報

### 単行本
- ながさわ『比べて愉しい 国語辞書 ディープな読み方』河出書房新社、東京、2021年4月30日。ISBN 978-4-309-30004-7。OCLC 1247663348。全国書誌番号:23523778。

## 関連書籍等
- ながさわ『使える！ 国語辞書』webjapanese、新潟〈日本語教師読本〉、2021年3月。ISBN 978-4-907031-56-5。OCLC 1249998060。全国書誌番号:23517351。